# Советское (Тамбовская область)
Сове́тское — село в Сосновском районе Тамбовской области. Входит в состав Подлесного сельсовета.

## Топонимика
Первоначальное название села — Ве́рхние Пу́пки. Происходит от слова «пуп» — курган, по кургану, расположенному недалеко от реки Челновая.

## История
Примерно к 1860 году жители полностью переселились с правой стороны реки Челновая на левую.
Весной 1867 года пожар полностью уничтожает село, которое состояло из деревянных избушек, крытых камышом. Но жители отстраивают село новыми домами.
Часто случались неурожайные годы, люди умирали от голода.
В 1898 году открывается первая школа, до этого на всё село был только один учитель, преподававший в церковной сторожке.
В 1929 году организована артель «Борьба с недородом».
В 1933 году организован колхоз «Залив Челновой».
В 1959 г. указом Президиума Верховного Совета РСФСР село Верхние Пупки переименовано в Советское.

## Инфраструктура
Предприятие ОАО «Советская Нива», основная общеобразовательная школа, участковая больница, магазины, почта, действующий Богоявленский православный собор с тремя пределами, кладбище,лесопилорама.

## Транспорт
Три раза в день через село проходит автобус «Тамбов — Сосновка» (в каждом направлении).

## Демография
Село не  вымирает: подавляющее большинство жителей — пожилые, но молодёжь в последние времена возвращается.

## Природа
Поля, леса, 2 реки: Челновая и её притоки Изовка и Чечерка.

## Достопримечательности
Богоявленская церковь — памятник архитектуры XIX века.